# Cephalotes columbicus
Espèce
Synonymes
- Cryptocerus colombicus Emery, 1906

Cephalotes colombicus est une espèce de fourmis arboricoles du genre Cephalotes.

## Description
Comme les autres espèces du genre Cephalotes, elles sont caractérisées par l'existence de soldats spécialisés dotés d'une tête surdimensionnée et plate ainsi que des pattes plus plates et plus larges que leurs cousines terrestres. Elles peuvent ainsi se déplacer d'un arbre à un autre dans une forêt.

## Publications originales
- Taxon Cephalotes columbicus :
  - Forel, A. 1912 : « Formicides Néotropiques. Part II. 3e sous-famille Myrmicinae Lep. (Attini, Dacetii, Cryptocerini) ». Mémoires de la Société Entomologique de Belgique, vol. 19, p. 179-209 (lire en ligne).
- Taxon synonyme Cryptocerus colombicus :
  - (it) Emery, 1906 : « Studi sulle formiche della fauna neotropica. XXVI ». Bullettino della Società Entomologica Italiana, vol. 37, p. 107-194 (lire en ligne).